# Sida waltoniana
Sida waltoniana är en malvaväxtart som beskrevs av Antonio Krapovickas. Sida waltoniana ingår i släktet sammetsmalvor, och familjen malvaväxter. Inga underarter finns listade i Catalogue of Life.